# Children's online privacy protection act
Children's online privacy protection act (COPPA) je federální zákon Spojených států amerických, který byl schválen 21. října 1998 (účinnost získal 21. dubna 2000).
Tento zákon se týká sbírání osobních informací lidmi anebo společnostmi pod americkou jurisdikcí od dětí mladších 13 let. Popisuje, co musí správce webových stránek zahrnout v zásadách o ochraně osobních údajů, kdy a jak musí získat ověřitelný souhlas od rodiče či opatrovníka a jaké povinnosti má správce webových stránek pro zajištění soukromí a bezpečnosti dětí. Zároveň také obsahuje omezení využívání údajů pro reklamní účely.
Vzhledem k tomu, děti pod 13 let mohou legálně předat soukromé údaje o sobě pouze s výslovným svolením svých rodičů, mnoho médií, zejména sociální sítě, zcela zakazují těmto dětem využívat jejich služby kvůli náročnosti práce spojené s vyhověním tomuto zákonu.

## Mezinárodní záběr
Ačkoliv je COPPA americký zákon, Federal Trade Commission ujasnila, že požadavky tohoto zákona se aplikují i pro weby spravované cizími státními příslušníky, pokud tyto weby jsou směřované na děti ve Spojených státech amerických anebo záměrně shromažďují informace od dětí z USA. Vzhledem k tomu, že se jedná o federální zákon, je použitelný pouze na:
- webové stránky spadající pod jurisdikci USA
- webové stránky, které běží na serverech fyzicky se nacházejících v USA
- webové stránky, které vlastní někdo, kdo má sídlo v teritoriu USA
- komerční webové stránky

## Kritika
Tento zákon je kontroverzní a byl kritizován jako neefektivní a potenciálně protiústavní odborníky a massmédii.
Zpoždění způsobené získáváním souhlasu rodičů často ústí v to, že se děti přesouvají k jiným aktivitám, které jsou pro jejich věk méně vhodné.
Navíc je pro děti jednoduché věková omezení a proces souhlasu rodičů obejít a rodiče často napomáhají svým dětem v lhaní o jejich věku.
Pokuty způsobené tímto zákonem (16 000$, tedy asi 400 000 Kč) mohou být pro malé společnosti katastrofické, což podrývá jejich obchodní model. Ačkoliv některé velké společnosti mají dost peněz, aby zaplatily pokutu anebo implementovaly mechanismus zajišťující souhlas rodičů, malé společnosti si toto často nemohou dovolit.